# شهرستان گلاستر (ویرجینیا)
شهرستان گلاستر، ویرجینیا (به انگلیسی: Gloucester County, Virginia) یک سکونتگاه مسکونی در ایالات متحده آمریکا است که در ویرجینیا واقع شده‌است.

## خصوصیات
شهرستان گلاستر ۷۴۵٫۹۲ کیلومترمربع مساحت دارد.

## نگارخانه

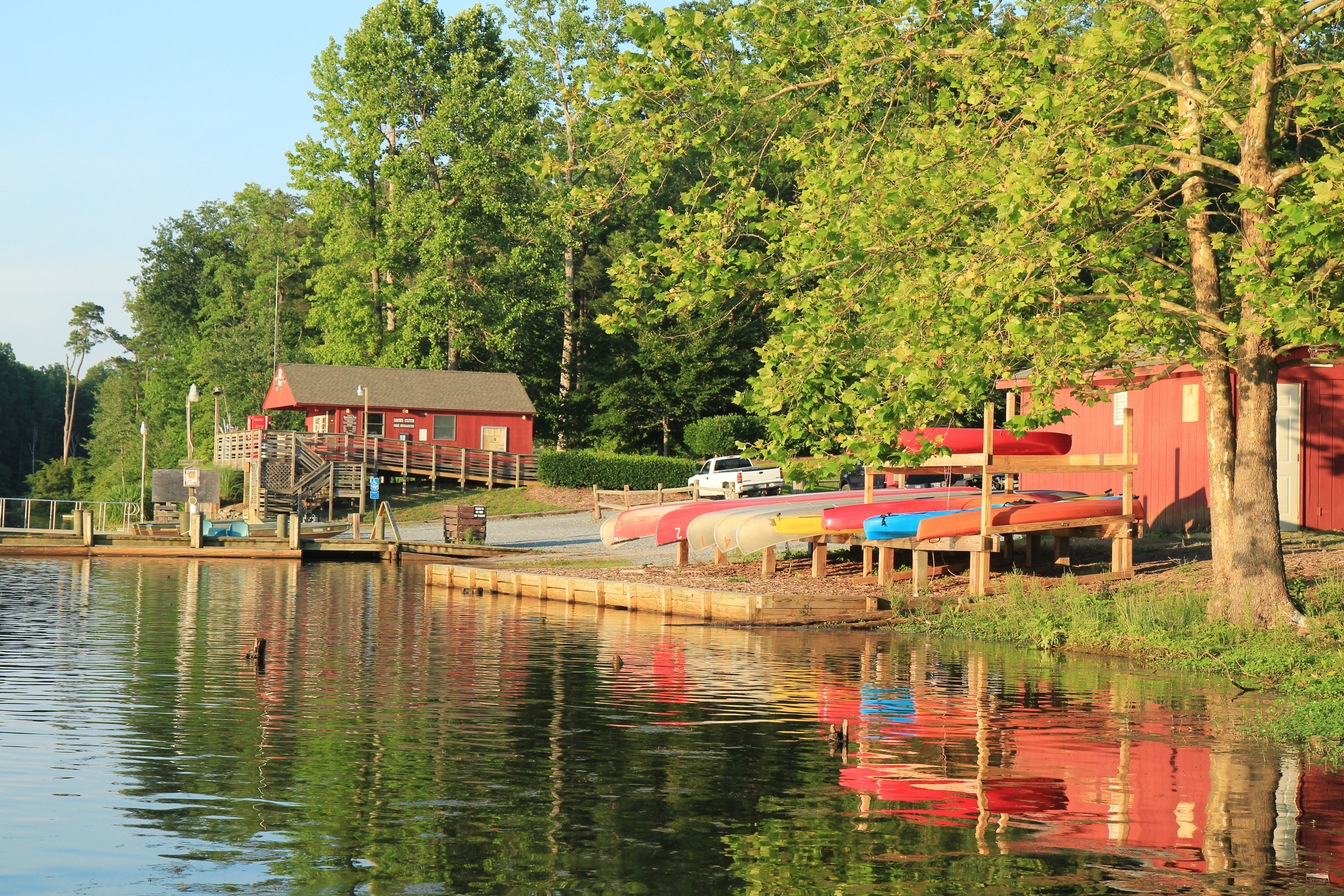
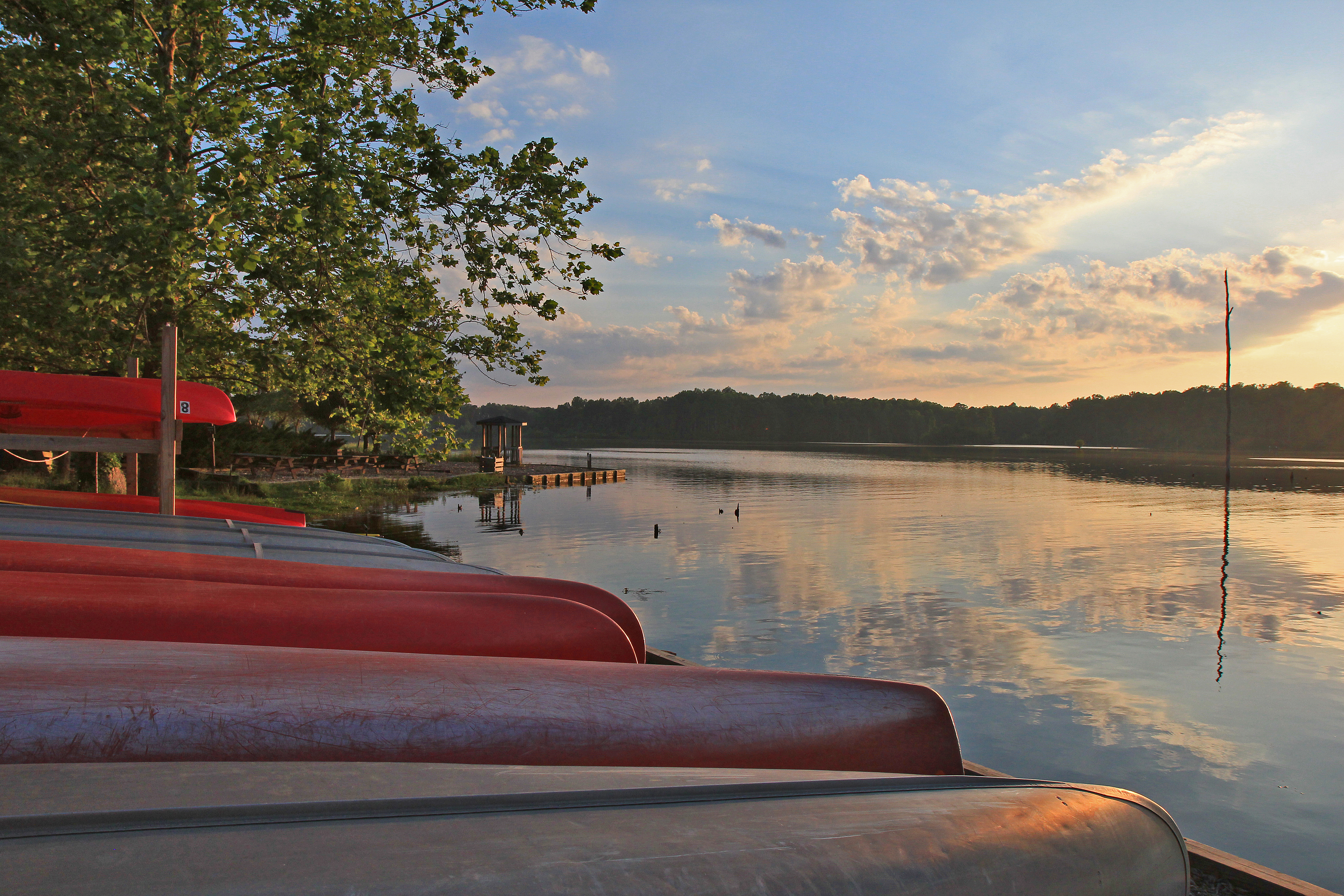
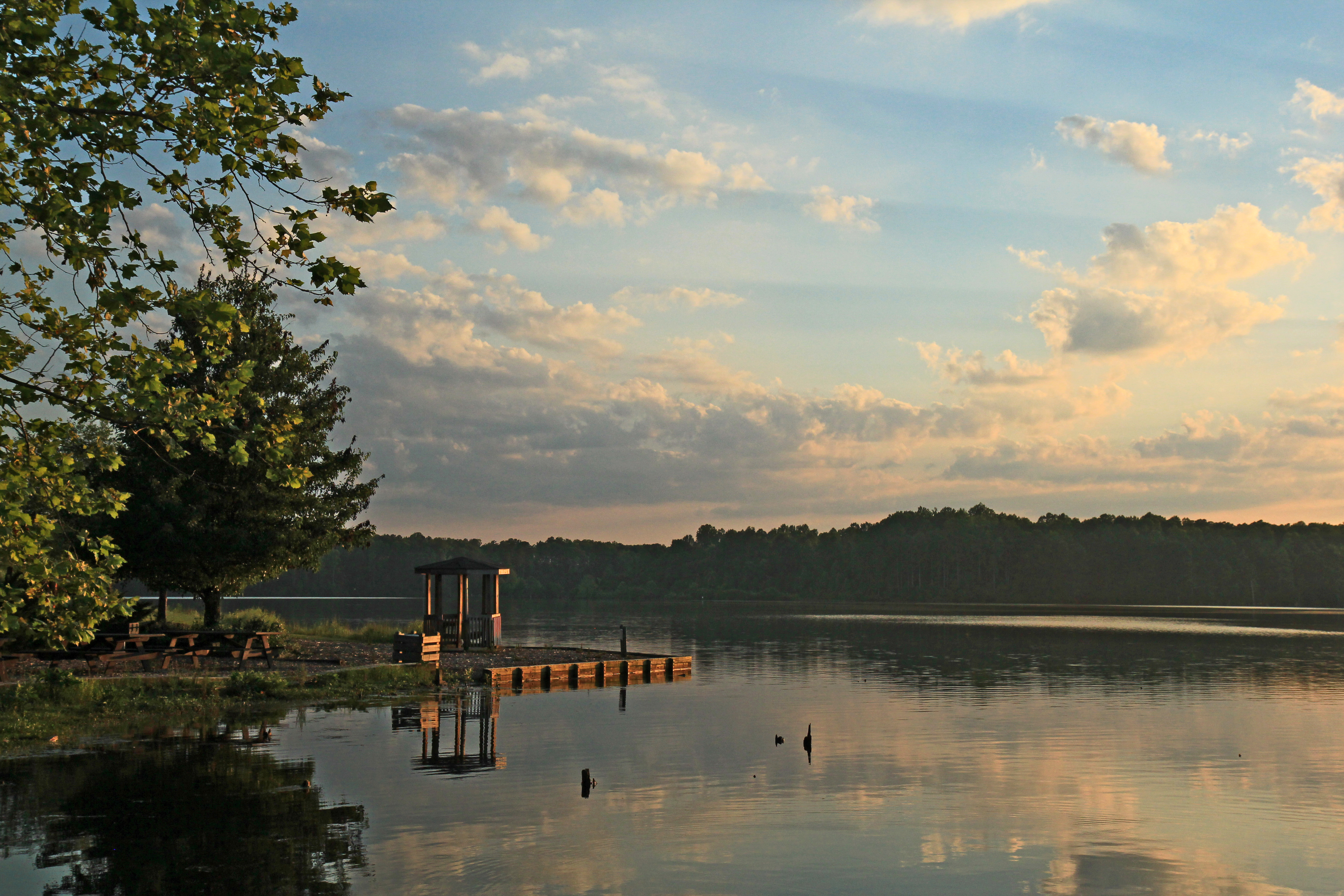